# Močvarni šarenac
Močvarni šarenac (lat. Euphydryas aurinia) leptir je iz porodice šarenaca (lat. Nymphalidae).

## Taksonomija
Močvarni šarenac (E. aurinia) ima veći broj podvrsta. Prihvaćene podvrste su:
- centralna Evropa, južna Evropa, zapadni Sibir.
- (Fruhstorfer, 1916) Karpatske planine
- (Christoph, 1893) centralni Sibir, Altajske planine, Sajanske planine, Transbajkalski region
- (Lederer, 1853) Maroko (Sretnji Atlas), Rif planina
- Euphydryas aurinia barraguei (Betz, 1956) Alžir
- (Boisduval, 1828) (Francuska i severna Italija)

s tim da je broj opisanih vrsta mnogo veći, pogotovo u regionu istočnog Palearktika. 
- Euphydryas aurinia aurinia ♂
- Euphydryas aurinia aurinia ♂△

- Euphydryas aurinia provincialis ♂
- Euphydryas aurinia provincialis ♂ △
- E. a. estonica, Estonija

## Distribucija
Vrsta je široko rasprostranjena u istočnom Palearktiku od Irske na zapadu do Jakutije na istoku i do severoistoka Kine i Mongolije na jugu. Populacioni trend ove vrste leptira je opadajući u zapadnoj Evropi zbog isušivanje močvara i pogodnih staništa. U južnoj i istočnoj Evropi se vrsta češće sreće.

## Stanište
Vrsta se sreće na baznim zemljištima, šumskim proplancima i na močvarnim područjima. Sreće se na nadmorskim visinama između 10 — 2.200 m.
Močvarni šarenac je zaštićen Zakonom o zaštiti prirode i ne nalazi se na listama vrsta međunarodnih konvencija koje je Srbija potpisala - Direktiva o staništima EU - Annex II i Konvencija o očuvanju evropske divlje flore i faune i prirodnih staništa - Annex I; 

## Opis vrste
Mužjak Euphydryas aurinia ima raspon krila od 30 — 42 mm. Ženke su najčešće veće, sa rasponom krila od 40 — 50 mm. Jako su varijabilni po pitanju šara i obojenosti sa velikim brojem formi i podvrsta. Odrasli leptiri imaju karirani šablon sa braon, narandžastim i žutim šarama. Žute šare su prisutne sa rubu zadnjih krila. Donja strana krila je sa žuto-narandžastim i braon šarama bez srebrnaste obojenosti. Jaja su žute boje, dok su larve crno obojene.
- Spoljašnja strana
- Unutrašnja strana

## Biologija vrste
je jednogeneracijska vrsta. Jaja polažu na donjoj strani lišća između maja i juna. Poleg može biti i do 350 jaja u jednoj grupi. Po polaganju su jaja svetlo žute boje dok sa vremenom boja jaja prelazi u tamno sivu pred izvaljivanja larvi. Gusenice se izvaljuju od kraja juna pa nadalje. Mlade gusenice se kreću zajedničkim svilenastim vlatima koje same prave analnim žlezdama na biljci hraniteljki i tek krajem avgusta postaju uočljive. Na jesen grade jače mreže u kojima hiberniraju do proleća. Na proleće mlade gusenice kreću sa disperzijom posle poslednjeg presvlačenja. Po poslednjem presvlačenju, boja gusenica postaje tamnija što pogoduje njihovoj ishrani, budući da tamnija boja upija više svetlosti i povećava temperaturu tela, a samim tim i povećava aktivnost gusenica.
Gusenice se hrane na Succisa pratensis i vrstama iz roda , Plantago lanceolata, Knautia arvense, Scabiosa succisa, vrstama iz roda , Geranium, Sambucus, Gentiana, Valeriana, Lonicera implexa, Filipendula, Spiraea i Viburnum.

## Životni ciklus
- Udvaranje
- Parenje
- Jaja
- Mlade gusenice
- Lutka

## Bibliografija
- Aldwell, B. and Smyth, F. 2013. The Marsh Fritillary (Euphydryas aurinia (Rottemburg, 1775)) (Lepidoptera: Nymphalidae) in Co. Donegal. Irish Naturalists' Journal 32: 53 - 63 Crory, Andrew.(?) 2016. Fritillary Butterflies. The Irish Hare, Issue: 113. стр. 4

## Spoljašnje veze
- Schmetterling-raupe.de
- Kimmo Silvonen Larvae of North-European Lepidoptera Архивирано на веб-сајту  (27. март 2016)
- Paolo Mazzei, Daniel Morel, Raniero Panfili Moths and Butterflies of Europe and North Africa
- BioRaS - močvarni šarenac Архивирано на веб-сајту  (9. август 2017)
- Podaci o nalazima u Srbiji Архивирано на веб-сајту  (9. август 2017)